# Subretă
Subretă (inițial în franceză soubrette: „servitoare”, „cameristă”) este un rol feminin în teatru vorbit, operă, operetă și comedie muzicală, al unei cântărețe plină de viață. Inițial subreta era o cameristă, fată care deretica prin casă, dar cu timpul denumirea s-a folosit tot mai mult, în final rămânând exclusiv în domeniul teatrului.  

## Teatru
Începând cu secolul al XVII-lea, rolul subretei de cameristă poate fi găsit pe scena teatrală, în persoana Columbinei din Commedia dell'arte, care a servit de model. Este o persoană plină de viață, răutăcioasă sau amuzantă.

## Operă
Ca subiect vocal, subreta se caracterizează printr-o voce ușoară, agilă, jucăuș–tandră, dar și printr-un mare talent actoricesc, mai ales în domeniul comediei.
În contrast cu primadona, este o figură de rang social inferior. Diferența dintre subretă și soprana de coloratură constă în puterea și volumul vocal: sopranele de coloratură au adesea voci mai puternice, mai dominante și mai înalte. Rulourile pentru subrete sunt adesea de servitoare vesele și glumețe. Multe subrete de coloratură se dezvoltă ulterior într-o soprană de coloratură.
Datorită ușurinței, flexibilității, sensibilității, înălțimii și maleabilității plastice, subreta este potrivită și pentru musicaluri, cântece baroc și muzică folk irlandeză. Un bun exemplu în acest sens sunt cântăreții Hayley Westenra sau Sally Oldfield.

### Roluri de subretă în opere și operete
- Adele, Liliacul (Johann Strauss fiul), de asemenea subretă de coloratură
- Amor, Orfeo ed Euridice (Gluck)
- Ännchen, Der Freischütz (Carl Maria von Weber)
- Ann Page, Nevestele vesele din Windsor (Carl Otto Nicolai)
- Auretta, L'Oca del Cairo (Mozart)
- Barbarina, Nunta lui Figaro (Mozart)
- Blonde, Răpirea din Serai (Mozart), de asemenea subretă de coloratură
- Poștărița Cristinel (Christel), Vânzătorul de păsări (Zeller)
- Clotilda, Norma (Bellini)
- Daisy Darlington, Bal la Savoy (Paul Abraham)
- Despina, Così fan tutte (Mozart)
- Belinda, Dido și Aeneas (Purcell)
- Giannetta, Elixirul dragostei (Donizetti)
- Marie, Der Waffenschmied (Albert Lortzing)
- Marie, Țar și teslar (Albert Lortzing)
- Marzellina, Fidelio (Beethoven)
- Nannetta, Falstaff (Verdi)
- Norina, Don Pasquale (Donizetti)
- Ninetta, La finta semplice (Mozart)
- Olympia, Povestirile lui Hoffmann (Offenbach), de asemenea subretă de coloratură
- Oskar, Bal mascat (Verdi)
- Papagena, Flautul fermecat (Mozart)
- Rosina, Bărbierul din Sevilla (Rossini)
- Servilia, La clemenza di Tito (Mozart)
- Susanna, Nunta lui Figaro (Mozart)
- Yum-Yum, Der Mikado (Gilbert & Sullivan)
- Zerlina, Don Giovanni (Mozart)

### Musicaluri
- Eliza, My Fair Lady
- Marianne, The Music Man
- Christine, Fantoma de la Operă
- Maria, Sunetul muzicii
- Maria, West Side Story
- Cunegonde, Candide
- Belle, Frumoasa și Bestia